# Eleitorado de Hanôver
O Eleitorado de Hanôver ou Hanovre (em alemão:  Kurfürstentum Hannover) ou, mais formalmente, Eleitorado de Brunswick-Lüneburg ou, na sua forma portuguesa, de Brunsvique-Luneburgo (em alemão:  Kurfürstentum Braunschweig-Lüneburg) foi o nono eleitorado do Sacro Império Romano-Germânico em 1692, quando o imperador romano-germânico Leopoldo I, nomeou o duque Ernesto Augusto para eleitor do império como recompensa pela ajuda dada na Guerra dos Nove Anos. Houve protestos contra a adição do novo eleitor, e a elevação não se tornou oficial até a aprovação pela Dieta Imperial em 1708.

## História
Em 1714, Jorge Luís tornou-se rei da Grã-Bretanha, no qual Hanôver e a Grã-Bretanha se juntaram em uma união pessoal. A influência dos eleitores de Hanôver também cresceu na Alemanha, na medida em que o eleitorado herdou os antigos territórios suecos de Bremen e Verden em 1719, e como parte da Mediatização Alemã de 1803, os eleitores receberam a Diocese de Osnabrück.
Em 1803, o eleitorado foi ocupado pelas tropas francesas e prussianas após a Convenção de Artlenburg, e seguindo os Tratados de Tilsit em 1807, juntamente com os territórios cedidos pela Prússia foi criado o Reino de Vestfália, governado pelo irmão de Napoleão Bonaparte, Jerónimo.
No entanto, o governo de Jorge III não reconheceu a anexação francesa, pois estava em guerra com a França durante todo o período, e os ministros de Hanôver continuaram a operar fora de Londres. O governo manteve o seu próprio serviço diplomático, que manteve ligações com países como a Áustria e a Prússia, com os quais o próprio Reino Unido estava tecnicamente em guerra. O exército de Hanôver foi dissolvido, mas muitos dos oficiais e soldados foram para a Inglaterra, onde se formou a Legião alemã do Rei. A legião foi o único exército alemão a lutar continuamente contra os franceses durante todas as guerras napoleônicas.
O controle francês durou até outubro de 1813, quando o território foi recuperado pelas tropas russas dos cossacos, e durante Batalha das Nações em Leipzig no mesmo mês sepultaria definitivamente o Estado-cliente napoleônico, assim como toda a Confederação do Reno, no qual a Casa de Hanôver seria restaurada e retornaria a governar a região e seria elevada do título de príncipe-eleitor do Sacro Império Romano-Germânico, a monarcas de um reino independente, pelo Congresso de Viena em 1814.

## Eleitores de Hanôver
Em 1692, o imperador romano-germânico, Leopoldo I, elevou Ernesto Augusto, filho de Jorge, Duque de Brunsvique-Luneburgo, à posição de Eleitor do império como uma recompensa pela ajuda dada na Guerra dos Nove Anos. Houve protestos contra a adição de um novo eleitor, assim a elevação não se tornou oficial até à aprovação pela Dieta Imperial em 1708, sob o governo do filho de Ernesto Augusto, Jorge Luís. Embora o título tenha sido formalmente Eleitor do Ducado de Brunsvique-Luneburgo e Eleitor do Sacro Império Romano, ele é normalmente designado por Eleitor de Hanôver devido à residência dos eleitores.
O eleitorado foi legalmente obrigado a manter-se unido: ele poderia aumentar o seu território, mas não podia cair sob domínio estrangeiro e nem ser dividido entre os vários herdeiros, e seguia a sucessão pela primogenitura masculina. O território atribuído ao eleitorado incluía os ducados de Brunsvique-Luneburgo, Calenberg, Grubenhagen, e Celle (apesar de que Celle foi governada pelo irmão mais velho de Ernesto Augusto) e os condados de Diepholz e Hoya.
- Ernesto Augusto (1692-1698)
- Jorge I (1698-1727)
- Jorge II (1727-1760)
- Jorge III (1760-1814)